# Hídvég község
Hídvég község (románul: Comuna Hăghig) község Kovászna megyében, Romániában. Központja Hídvég, hozzá tartozik Nyáraspatak.

## Népessége
A 2011-es népszámlálás adatai alapján a község népessége 2315 fő volt.